# Naida Cole
Naida Cole (* 28. Oktober 1974 in Durham, North Carolina) ist eine kanadisch-US-amerikanische Pianistin und Flötistin.

## Leben und Wirken
Cole wurde in den USA als Tochter kanadischer Eltern geboren. Sie wuchs in Toronto auf, wo sie ab dem dritten Lebensjahr Violin- und ab dem vierten Lebensjahr Klavierunterricht hatte. Die Familie zog häufig um, und so begann Cole in Saudiarabien Flöte zu sielen und besuchte die Musikschule in Chetham (Großbritannien). Nach der Rückkehr nach Kanada wurde sie am Royal Conservatory of Music Schülerin von Marina Geringas und erhielt dreizehnjährig als zweitjüngste Schülerin nach Glenn Gould den Associate Degree des Konservatoriums.
Nach einem einjährigen Studium bei Marc Durand an der Universität Toronto erwarb sie am Peabody Institute der Johns Hopkins University den Bachelorgrad im Fach Klavier bei Leon Fleisher und im Fach Flöte bei Emily Controulis und Robert Willoughby. Sie vervollkommnete ihre Ausbildung bei der Fondatione Internazionale per il Piano, nahm Unterricht bei Charles Rosen, Fiu T'song und Dmitri Baschkirow und schloss ihr Studium in Montreal mit dem Mastergrad ab.
1989 war sie Gewinnerin des SO Concours, drei Jahre darauf gewann sie den Dritten Preis bei der Montreal International Music Competition. Als einzige Musikerin jemals erhielt sie die Kiwanis President's Trophy für zwei verschiedene Instrumente. Bei der Van Cliburn International Piano Competition 1997 erhielt sie den Phyllis Jones Tilley Memorial Award für die beste Interpretation eines Auftragswerkes und war eine der drei Gewinner des Stephen de Groote Memorial Award für Kammermusik.
Als Solistin und Recitalistin trat Cole u. a. in Kanada, den USA, Österreich und Deutschland auf. Sie war häufig Duopartnerin der Geigers Gidon Kremer und Cho-Liang Lin und des Pianisten David Jalbert. 2000 debütierte sie mit der Kremerata Baltica in der Carnegie Hall, 2001 als Recitalistin in der Wigmore Hall. Ihre CD Naida Cole, piano. Works by Ravel, Satie, Fauré, Chabrier wurde für einen Juno Award nominiert. 2007 begann sie ein Medizinstudium an der Warren Alpert Medical School der Brown University. Sie setzte aber ihre Konzerttätigkeit in reduziertem Umfang fort.